# Универзитет у Мумбају
Универзитет у Мумбају (хинд. मुंबई विश्वविद्यालय, енгл. University of Mumbai) је државни универзитет у Мумбају. Један је од највећих универзитетских система на свету са преко 549.000 студената у својим кампусима и придруженим факултетима. Од 2013. имао је 711 придружених факултета. Ратан Тата је именован за шефа Саветодавног већа.